# Skara
Skara este un oraș în Suedia.

## Demografie
| \| Evoluția demografică a zonei urbane Skara, 1970–2015 \| Evoluția demografică a zonei urbane Skara, 1970–2015 \| Evoluția demografică a zonei urbane Skara, 1970–2015 \| Evoluția demografică a zonei urbane Skara, 1970–2015 \| Evoluția demografică a zonei urbane Skara, 1970–2015 \| \| --------------------------------------------------------------------------------------- \| ---------------------------------------------------- \| ---------------------------------------------------- \| ---------------------------------------------------- \| ---------------------------------------------------- \| \| An \| \| \| Locuitori \| \| \| 1970 \| 1970 \| \| 10.284 \| 10.284 \| \| 1975 \| 1975 \| \| 10.138 \| 10.138 \| \| 1980 \| 1980 \| \| 10.401 \| 10.401 \| \| 1990 \| 1990 \| \| 10.792 \| 10.792 \| \| 1995 \| 1995 \| \| 10.938 \| 10.938 \| \| 2000 \| 2000 \| \| 10.703 \| 10.703 \| \| 2005 \| 2005 \| \| 10.963 \| 10.963 \| \| 2010 \| 2010 \| \| 10.841 \| 10.841 \| \| 2015 \| 2015 \| \| 11.437 \| 11.437 \| \| Sursa: SCB - Statistika Centralbyrån, Folkmängden per tätort. Vart femte år 1960 - 2016 \| \| \| \| \| |      |  |           |        |
| Evoluția demografică a zonei urbane Skara, 1970–2015 |      |  |           |        |
| An |      |  | Locuitori |        |
| 1970 | 1970 |  | 10.284    | 10.284 |
| 1975 | 1975 |  | 10.138    | 10.138 |
| 1980 | 1980 |  | 10.401    | 10.401 |
| 1990 | 1990 |  | 10.792    | 10.792 |
| 1995 | 1995 |  | 10.938    | 10.938 |
| 2000 | 2000 |  | 10.703    | 10.703 |
| 2005 | 2005 |  | 10.963    | 10.963 |
| 2010 | 2010 |  | 10.841    | 10.841 |
| 2015 | 2015 |  | 11.437    | 11.437 |
| Sursa: SCB - Statistika Centralbyrån, Folkmängden per tätort. Vart femte år 1960 - 2016 |      |  |           |        |